# General der Jagdflieger
General der Jagdflieger war eine Dienststellung innerhalb der Luftwaffe der Wehrmacht. Sie entstand am 7. August 1941 aus dem Inspekteur der Jagdflieger und war im Oberkommando der Luftwaffe (OKL) angesiedelt.

## Geschichte der Dienststelle
Nachdem Werner Mölders Ende November 1941 tödlich verunglückte, übernahm Adolf Galland die Nachfolge. Beide hatten sich als Bf-109-Piloten ausgezeichnet.
Ende November 1943 wurde das Erprobungskommando 154 aufgestellt, um die Erprobung der Focke-Wulf Ta 154 zu ermöglichen.
Nachdem bei einem Treffen von Luftwaffenoffizieren Anfang November 1944 Kritik an Hermann Göring geäußert worden war, lud dieser am 19. Januar 1945 einige Flieger nach Berlin ein. Es kam zu einem Streit, welcher als  Meuterei der Jagdflieger bezeichnet wurde. Galland wurde daraufhin durch Göring freigestellt und sein Intimfeind Gordon Gollob wurde General der Jagdflieger. Gollob sah für Galland eine Strafversetzung als Kommandeur der 4. Staffel des Jagdgeschwaders 54 vor. Galland wurde aber nach der Intervention von Albert Speer bei Hitler doch nicht dorthin versetzt, sondern wurde mit der Aufstellung und späteren Führung des Jagdverbands 44 beauftragt.
Ab 1943 erschien ein vom General der Jagdflieger herausgegebene Heftreihe Unsere Jagdflieger.

## Amtsinhaber

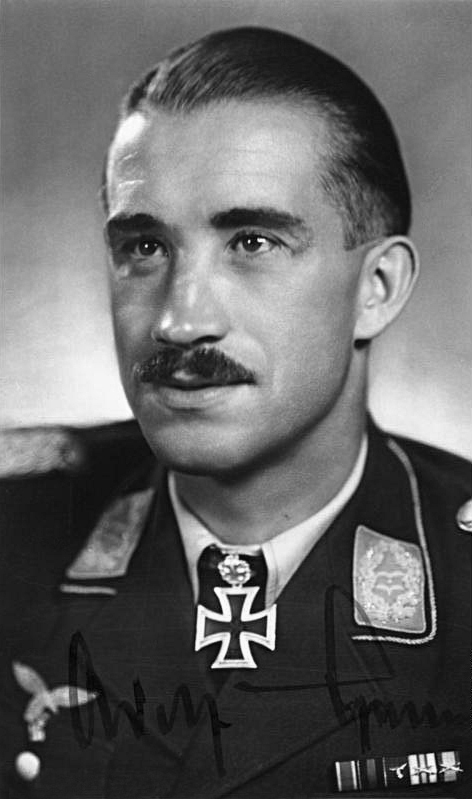
Adolf Galland, deutscher Luftwaffenoffizier und Jagdflieger, zuletzt Generalleutnant der deutschen Luftwaffe (5. Dezember 1941 – 31. Januar 1945)

| 1. August 1935 bis 20. April 1936    | Inspekteur der Jagdflieger Oberstleutnant Robert Ritter von Greim |
| 1. Juli 1937 bis 31. März 1938       | Inspekteur der Jagdflieger Oberstleutnant Johann Raithel          |
| 1. Februar 1939 bis 4. Juni 1940     | Inspekteur der Jagdflieger Oberst Werner Junck                    |
| 19. Dezember 1940 bis 5. August 1941 | Inspekteur der Jagdflieger Generalmajor Kurt-Bertram von Döring   |
| 7. August 1941 bis 22. November 1941 | General der Jagdflieger Oberst Werner Mölders                     |
| 5. Dezember 1941 bis 31. Januar 1945 | General der Jagdflieger Generalleutnant Adolf Galland             |
| 31. Januar 1945 bis 8. Mai 1945      | General der Jagdflieger Oberst Gordon M. Gollob                   |

## Bekannte Angehörige der Dienststelle
- Oberstleutnant Eduard Neumann: ab 22. April 1943 im Stab